# Tebenna alliciens
Tebenna alliciens là một loài bướm đêm thuộc họ Choreutidae. Loài này có ở Bolivia.